# Gordon Scott
Gordon Scott (Portland (Oregon), 3 augustus 1926 – Baltimore (Maryland), 30 april 2007) was een Amerikaans acteur.

## Levensloop en carrière
Scott begon zijn carrière in het Amerikaanse leger, waar hij diende van 1944 tot 1947. In 1953 werd hij door een talentscout ontdekt. Scott verving Lex Barker in de film Tarzan's Hidden Jungle in 1955 als Tarzan. Hier leerde hij ook zijn tweede vrouw Vera Miles kennen die mede de hoofdrol in deze film speelde. Hij zou tussen 1955 en 1960 in zes Tarzanfilms verschijnen. Na 1960 verhuisde hij naar Italië om andere rollen te spelen, vooral in sandalenfilms. In 1967 had hij een hoofdrol in de thriller Il raggio infernale. Zijn laatste film was The Tramplers, die in 1966 gefilmd werd, maar pas in 1968 uitkwam. 
Scott overleed in 2007 op 80-jarige leeftijd. Hij werd begraven op Kensico Cemetery.
- Biblioteca Nacional de España: XX1246290
- Bibliothèque nationale de France: cb14043722h (data)
- Gemeinsame Normdatei: 135631556
- International Standard Name Identifier: 0000 0000 5938 5006
- Library of Congress Control Number: nr00023416
- Nationale Bibliotheek van Tsjechië: xx0155492
- Système universitaire de documentation: 176005218
- Virtual International Authority File: 59285277
- WorldCat: E39PBJB49KPG3y9wdtVyR6Pmh3